# Sotirios Krokidas
Sotirios Krokidas (griechisch Σωτήριος Κροκιδάς; * 1852; † 1924) war ein griechischer Politiker und Ministerpräsident.
Nach den Unruhen aufgrund des verlorenen Griechisch-Türkischen Krieges war Krokidas vom 30. September bis zum 27. November 1922 Ministerpräsident einer Übergangsregierung.